# Jakov Vuković
Jakov Vuković (* 13. Februar 2001) ist ein kroatischer Sprinter, der sich auf den 400-Meter-Lauf spezialisiert hat.

## Sportliche Laufbahn
Erste Erfahrungen bei internationalen Meisterschaften sammelte Jakov Vuković im Jahr 2018, als er bei den U18-Europameisterschaften in Győr mit 22,59 s in der ersten Runde im 200-Meter-Lauf ausschied. Zudem belegte er dort mit der kroatischen Sprintstaffel (1000 m) in 1:55,78 min den vierten Platz. Im Jahr darauf wurde er bei den Balkan-Meisterschaften in Prawez in 48,80 s Zweiter im B-Lauf über 400 m und über 200 m belegte er in 22,54 s den fünften Platz. Zudem gewann er in 3:14,62 min die Bronzemedaille mit der 4-mal-400-Meter-Staffel. 2021 wurde er bei den Balkan-Meisterschaften in Smederevo in 48,21 s Achter über 400 m und gewann mit der Staffel in 3:11,56 min erneut die Bronzemedaille. Im Jahr darauf gelangte er bei den Balkan-Hallenmeisterschaften in Istanbul mit 47,79 s auf Rang sechs über 400 m und bei den Freiluftmeisterschaften in Craiova wurde er in 46,64 s ebenfalls Sechster. Im September gelangte er bei den U23-Mittelmeer-Meisterschaften in Pescara mit 47,64 s auf Rang vier. 2023 gewann er bei den U23-Mittelmeer-Hallenmeisterschaften in Valencia in 47,55 s die Silbermedaille hinter dem Spanier Markel Fernández. Anschließend wurde er bei der 2. Liga der Team-Europameisterschaft im Rahmen der Europaspiele in Chorzów in 3:20,24 min Sechster in der Mixed-Staffel. Im Jahr darauf gelangte er bei den Balkan-Meisterschaften in Izmir mit 47,49 s auf den neunten Platz über 400 Meter.
In den Jahren von 2019 bis 2022 wurde Vuković kroatischer Meister in der 4-mal-400-Meter-Staffel im Freien sowie 2021, 2022 und 2024 auch in der Halle. Zudem wurde er 2022 kroatischer Meister im 400-Meter-Lauf.

## Persönliche Bestleistungen
- 200 Meter: 21,48 s (−0,3 m/s), 26. Juni 2022 in Karlovac
- 400 Meter: 46,46 s, 25. Juni 2022 in Karlovac
  - 400 Meter (Halle): 47,55 s, 22. Januar 2023 in Valencia